# Bruno Levy
 (septembre 2013).
Pour les articles homonymes, voir Levy.
Bruno Levy (parfois écrit Bruno Lévy) est un producteur de cinéma et directeur de casting français. Il est aussi producteur délégué.
Il est directeur de Ce qui me meut et de Move Movie.

## Filmographie

### En tant que producteur de cinéma

#### Ce qui me meut
- 2025 : La venue de l'avenir de Cédric Klapisch
- 2022 : En corps de Cédric Klapisch
- 2019 : Deux moi de Cédric Klapisch
- 2017 : Ce qui nous lie de Cédric Klapisch
- 2013 : Casse-tête chinois de Cédric Klapisch
- 2011 : Ma part du gâteau de Cédric Klapisch
- 2011 : Contre toi de Lola Doillon
- 2008 : Paris de Cédric Klapisch
- 2007 : Et toi t'es sur qui ? de Lola Doillon
- 2005 : Les Poupées russes de Cédric Klapisch
- 2002 : L'Auberge espagnole de Cédric Klapisch
- 2000 : Princesses de Sylvie Verheyde

#### Move Movie
- 2025 : L'Épreuve du feu d'Aurélien Peyre
- 2025 : Dis-moi juste que tu m'aimes d'Anne Le Ny
- 2024 : Le Quatrième Mur de David Oelhoffen
- 2023 : Magnificat de Virginie Sauveur
- 2022 : Le Torrent de Anne Le Ny
- 2022 : Tom de Fabienne Berthaud
- 2022 : Le Médecin imaginaire de Ahmed Hamidi
- 2018 : La monnaie de leur pièce de Anne Le Ny
- 2017 : Plonger de Mélanie Laurent
- 2017 : Gauguin : Voyage de Tahiti d'Édouard Deluc
- 2015 : Demain de Mélanie Laurent et Cyril Dion
- 2014 : Respire de Mélanie Laurent
- 2014 : Lou ! Journal Infime de Julien Neel
- 2014 : On a failli être amies de Anne Le Ny
- 2013 : Suzanne de Katell Quillévéré
- 2013 : Grand Départ de Nicolas Mercier
- 2012 : Cornouaille de Anne Le Ny
- 2011 : Les Adoptés de Mélanie Laurent
- 2010 : Les Invités de mon père de Anne Le Ny
- 2009 : Persécution de Patrice Chéreau
- 2008 : Baby Blues de Diane Bertrand
- 2007 : Ma place au soleil de Eric de Montalier
- 2004 : Casablanca Driver de Maurice Barthélemy
- 2003 : Bienvenue au gîte de Claude Duty
- 2002 : Filles perdues, cheveux gras de Claude Duty

### En tant que directeur de casting
- Reines d'un jour
- Chaos
- La Vérité si je mens ! 2
- Total Western
- Jet Set
- Tontaine et Tonton[3]
- Rien à faire
- Une liaison pornographique
- Quasimodo d'El Paris
- Vénus Beauté (Institut)[3]
- Ça n'empêche pas les sentiments
- Artemisia
- Assassin(s)
- La Vérité si je mens !
- Les Randonneurs
- Anna Oz[3]
- Chacun cherche son chat